# Tibi atya
Tibi atya kitalált személy a Facebook nevű közösségi hálózaton. Megformálói szerint, akik vidéki egyetemistaként indították a Facebook-oldalt, részeges, trágár és meglehetősen alpárian viselkedő, lecsúszott római katolikus pap. A mára kocsmahálózat-fenntartó (Budapest, Erzsébet krt. 19, 1073, Szeged, Stefánia 1, 6720), (online) borkereskedő és webáruház márkává kinőtt, több céget (Humbák Földe Kft., Humbák Művek Kft., Fröccsművek Kft.) magában foglaló vállalkozás szellemi és stratégiai ügyvezetője Tóth Máté lett, kreatív-, az online és a médiatartalmak létrehozásáért, illetve a marketing és sales tevékenységekért Gale Tibor felelt. A vállalkozás további tagjai szeretnék anonimitásban megtartani kilétüket.
A róla szóló történetek egyéb szereplőivel együtt (akiknek jó részére szintén jellemző valamilyen deviáns magatartási forma) hangsúlyozottan fiktív személy, akinek alakját kitalálói szórakoztatási céllal hozták létre 2012 decemberében, állításuk szerint azért, hogy így tartsanak görbe tükröt a társadalomnak.
Azóta Tibi atya internetes mémmé vált, Facebook-oldalát több mint egymillióan, Instagram oldalát pedig több mint hatszázezren követik.
Tibi atya megalkotói korábban több különböző blog szerkesztői voltak, ebből az egyik legismertebb az Exszakasz nevezetű viccblog.
2017. június 15-én, reggel Tibi atya Facebook-oldalát a szerkesztő rövid ideig elérhetetlenné tette, az akkor a magyar médiára szerinte jellemző komolytalanság ellen tiltakozva.

## Megjelenése
Tibi atya megjelenítéséhez eredetileg Stephen Valenta ferences lelkész képeit használták. A fotókat személyiségi jogok miatt 2013 decemberétől grafikákkal helyettesítik. A napszemüveges, kezében poharat tartó papot ábrázoló grafikát megalkotói szabadalmi hivatalban is levédették.

## Szolgálati helye
A kitalált egyházi személy szolgálati helye kezdetben – véletlenszerű választás eredményeként – Máriakálnok település volt. A község polgármestere, Tóásóné Gáspár Emma azonban kifogásolta, hogy a blogbejegyzések rossz hírét keltik a „régi vallásos hagyományokat [őrző]” falunak, és 2013 májusában bejelentést tett a rendőrségen a létrehozók ellen, akik válaszul bejelentették, hogy a fiktív pap „kiköltözik” Máriakálnokról a szintén fiktív Humbákfalvára; aktivitásának azóta is ez a település a helyszíne.

## Márkanévként

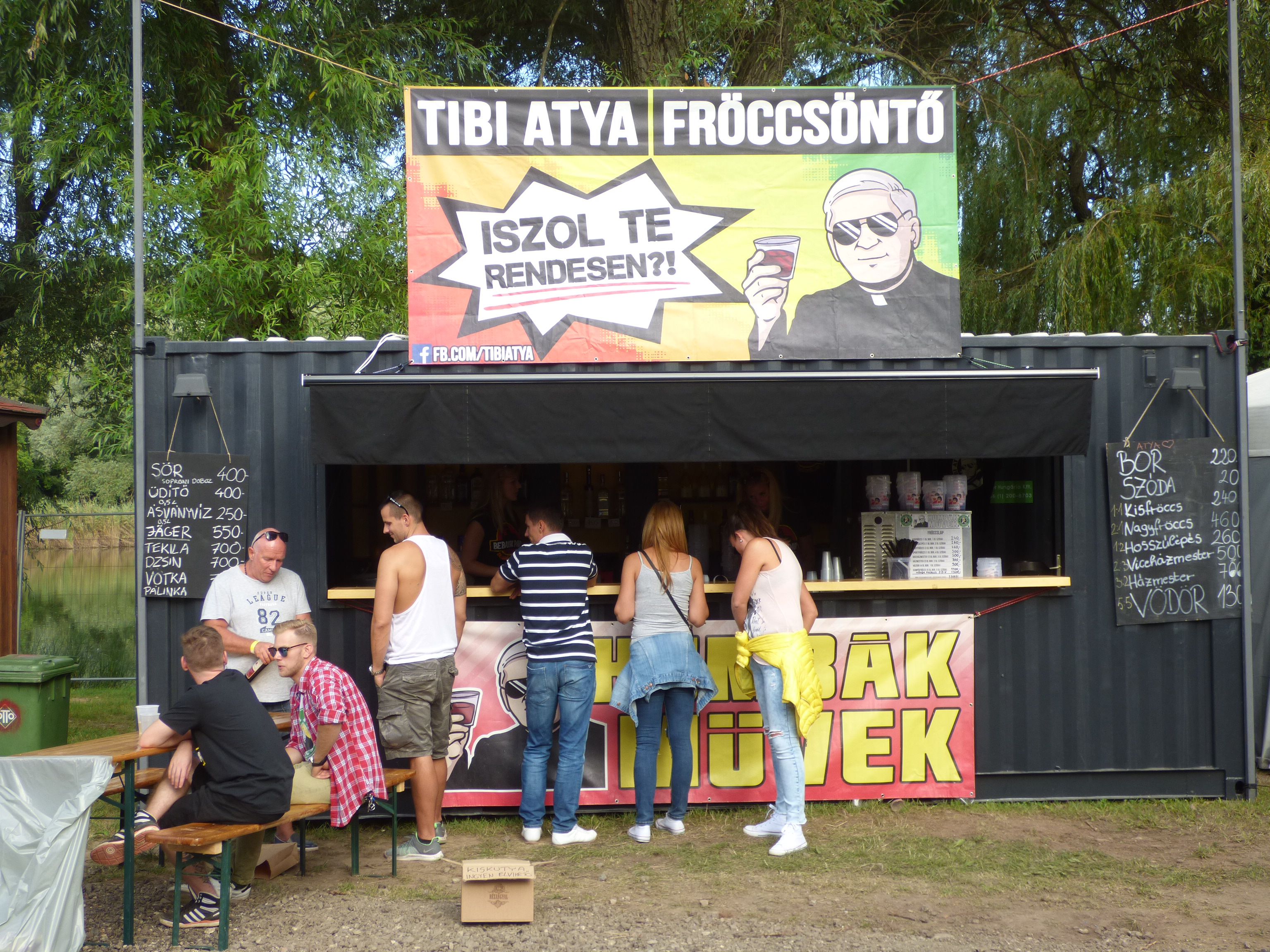
A Humbák Művek kitelepült "fröccsöntő" konténere a 25. Vörösvári Napok helyszínén, Pilisvörösvárott

A facebookos népszerűség idővel arra ösztönözte a kitalálókat, hogy kísérletet tegyenek arra is, hogy bevételt is nyerjenek a márkanévből. Ennek folyományaként jött létre előbb a Humbák Művek Kft., mint a márka mögötti gazdasági tevékenységért felelős szerveződés, majd 2016 elején a Humbák Művek nevű italozó az Erzsébet körúton. Tibi atya logója alatt 2014 óta már saját márkás, PET-palackos bor is megjelenik, a Humbák Művek Kft. és a mátraaljai Molnár és Fiai Pincészet együttműködése keretében. A Humbák Művek vidéki rendezvényhelyszínekre történő kitelepülést is vállal, 2017-ben pedig a Sziget fesztiválon is megtalálható volt.
2019-ben Tibi atya piacra dobta saját márkás dobozos fröccsét, amelyről az Index és a Forbes is beszámolt, ugyanis a termék körül egy szabadalmi per keveredett a PET palackokat gyártó Vasuta Fröccs alapítójával Vasuta Gáborral. A termék egyébként megjelent a TESCO, LIDL polcain is.

## Kocsmastop
2017-ben bontakozott ki Erzsébetvárosban a jelentős közéleti viharokat kavart és népszavazással lezáruló „bulinegyed / kocsmastop”-vita. A konfliktus oka az volt, hogy a helyi lakosságot egyre inkább zavarta a városrész „bulinegyeddé” (kocsmakerületté) alakulása, a piszok (hányás), szemét, az éjjeli zaj és a közbiztonság romlása, valamint, hogy a szórakozóhelyek tulajdonosai a szemét eltakarítását lényegében az önkormányzattal fizettetik meg. A mulatóhely-lobbi a Tibi-atya érdekeltségében álló Patkó Dömötör vezérletével szervezett tüntetést az önkormányzat által bevezetni kívánt korlátozó intézkedések (korai zárás, további kocsmák nyitása) ellen, az „atya” oldalán ugyanő meglehetősen támadó cikkben pocskondiázta a kocsmastopért tüntető civilek vezetőit. A vitát lezáró népszavazás végül érvénytelenül zárult a részvételi korlát el nem érése miatt.